# Dobrava (Križevci, Slovenija)
Dobrava je naselje u slovenskoj Općini Križevcima. Dobrava se nalazi u pokrajini Štajerskoj i statističkoj regiji Pomurju. 

## Stanovništvo
Prema popisu stanovništva iz 2002. godine naselje je imalo 53 stanovnika.